# Comuna Trosteaneț, Zboriv
Trosteaneț (în ucraineană Тростянець) este o comună în raionul Zboriv, regiunea Ternopil, Ucraina, formată din satele Bilokrînîțea și Trosteaneț (reședința).

## Demografie
Componența lingvistică a comunei Trosteaneț
     Ucraineană (99,57%)
     Alte limbi (0,44%)
Conform recensământului din 2001, majoritatea populației comunei Trosteaneț era vorbitoare de ucraineană (99,57%), existând în minoritate și vorbitori de alte limbi.